# HIP 12961
HIP 12961 é uma estrela na constelação de Eridanus. Tem uma magnitude aparente visual de 10,24, sendo invisível a olho nu. Com base em medições de paralaxe, do segundo lançamento do catálogo Gaia, está localizada a uma distância de 76,3 anos-luz (23,4 parsecs) da Terra. Esta estrela é uma anã vermelha com um tipo espectral de M0V e uma magnitude absoluta de 8,50. Possui uma massa equivalente a 64% da massa solar, um raio de 63% do raio solar e está brilhando com 7,6% da luminosidade solar. Seu conteúdo metálico é cerca de 25% maior que o solar.
Em 2011, foi publicada a descoberta de um planeta extrassolar orbitando HIP 12961. Sua detecção foi feita por espectroscopia Doppler a partir de medições da velocidade radial da estrela pelo espectrógrafo HARPS. O planeta é um gigante gasoso com uma massa mínima de 0,35 vezes a massa de Júpiter, similar à massa de Saturno. Ele orbita a estrela a uma distância média de 0,25 UA com um período de 57,4 dias e uma excentricidade moderada de 0,17. Está na zona habitável do sistema, e poderia ter uma lua com água líquida na superfície.
| Planeta | Massa   | Semieixo maior (UA) | Período orbital (dias) | Excentricidade |
| ------- | ------- | ------------------- | ---------------------- | -------------- |
| b       | 0,35 MJ | 0,25                | 57,435 ± 0,042         | 0,166 ± 0,034  |